# ムンジュイックの戦い (1705年)
ムンジュイックの戦い（ムンジュイックのたたかい、スペイン語: Batalla de Montjuic）は、スペイン継承戦争中の1705年9月13日から17日にかけて、スペインのムンジュイックで行われた戦闘。カール大公を支持する軍勢が勝利し、直後に第一次バルセロナ包囲戦が行われた。

## 背景
1704年5月27日、ゲオルク・フォン・ヘッセン＝ダルムシュタット率いるイングランド船20隻とオランダ船18隻はバルセロナ上陸を試みたが、計画で予定されたバルセロナ城内のカール大公派の蜂起が不発におわったため上陸した兵士2千人は撤退せざるを得ず、英蘭連合艦隊は5月31日にバルセロナ沖から離れた。ゲオルクはリスボンへ戻る途中、ジブラルタルを占領した。
1年後の1705年6月20日、ジェノヴァ協定が締結された。この協定はイングランドとカタルーニャ君主国を代表する、ビガタンと呼ばれるカール大公派の一派の同盟であった。協定により、イングランドはカタルーニャで軍を上陸させてカタルーニャの軍勢と合流、フェリペ5世を支持する軍勢と戦う。またカタルーニャの独立した法律と制度を維持することも約した。
ビガタンは協定に従い、カール大公を支持するための反乱を春から支配下に置いたビック平原からカタルーニャ内で拡散した。リウドムスのネボット家（Nebot）はカンポ・デ・タラゴナで、ポアル侯爵（Poal）アントニ・デスバルス（Antoni Desvalls）はレリダ（Lérida）で、フアン・エステベとフランシスコ・カレウはラ・セウ・ドゥルジェイで反乱した。彼らは1705年10月のはじめまでに、カタルーニャ全体をフェリペ5世派のフランシスコ・デ・ベラスコ・イ・トバルが支配するバルセロナを除いて手中に収めた。
カール大公もジェノヴァでの合意に従い、リスボンから出発してカタルーニャへ向かった。連合軍の艦隊は船180隻、ピーターバラ伯爵、オランダ出身のシュラッテンバッハ（Shrattenbach）、ゲオルク・フォン・ヘッセン＝ダルムシュタット率いるイングランド、オランダ、オーストリア兵士9千人と騎兵800人で構成された。アリカンテ山に到着すると、同盟軍は山の占領を試み、8月3日に町へ砲撃した。8月17日にはアルテアでカール大公が王に推挙され、マウレッツのフアン・バティスタ・バセット・イ・ラモスが起こした反乱を拡大させた。
艦隊はカール大公派の反乱の最中である1705年8月22日にバルセロナに到着した。数日後、同盟軍約1万7千によるバルセロナの包囲がはじまった。一方でビガタンは城外に住む、イエズス会士らフェリペ5世派に報復した。

## 経過
ゲオルク・フォン・ヘッセン＝ダルムシュタット率いる3個縦隊（1列目はイングランド人とアイルランド人擲弾兵400人、2列目はイングランド人のマスケット銃兵400人とオランダ人100人とカタルーニャ人100人、3列目は竜騎兵300人とイングランド人兵士1,000人）は9月13日から14日にかけての夜に隠密行動で出撃した。またアントニオ・デ・ペグエラ（Antonio de Peguera）率いるカタルーニャ人1,000人はジェームズ・スタンホープの命令でバルセロナ駐留軍への道を封鎖し、増援を防いだ。
しかし襲撃がばれてしまい奇襲性がなくなり、守備軍は1度目の攻撃を耐えた。城内から駐留軍への増援として乗馬した擲弾兵400人が派遣され、この援軍との戦闘でゲオルクが戦死、同盟軍300人が捕虜になった。同盟軍は再集結し、ピーターバラ伯爵はカタルーニャ人1,000人以上を集めて再度攻撃した。14日には城の外縁を占領し、ムンジュイック要塞全体も数日後に占領された。

## 影響
ムンジュイック要塞はすでに同盟軍に包囲されたバルセロナへの砲撃に使われた。10月9日、カタルーニャ副王フランシスコ・デ・ベラスコ・イ・トバルは降伏文書に署名した。バルセロナはそこでようやくベラスコに対して反乱、カール大公は反乱を鎮めるために10月22日にバルセロナに入城し、11月7日にカタルーニャの憲法を承認して戴冠した。
アラゴン王国領への同盟軍の攻撃は継続され、バレンシアは12月に同盟軍の手に落ち、アリカンテ城は翌年に落城した。